# Rona de Jos (gmina)
Rona de Jos – gmina w Rumunii, w okręgu Marmarosz. Obejmuje tylko jedną miejscowość Rona de Jos. W 2011 roku liczyła 1776 mieszkańców.